# Vodíková voda
Vodíková voda je voda s rozpuštěným plynným vodíkem (H2) podobně jako voda sycená oxidem uhličitým. Je bez chuti, protože H2 je plyn bez zápachu. Vědecké důkazy o tom, že by vodíková voda měla nějaké zdravotní účinky na člověka, jsou omezené, ačkoli její zastánci tvrdí, že poskytuje takové výhody, jako je fungování jako antioxidant, zmírňování zánětu, snižování rizika metabolického syndromu, poskytování neuroprotekce při různých onemocněních a snižování vedlejších účinků spojených s léčbou rakoviny ozářováním.

Rozpustnost vodíku ve vodě je velmi nízká. Lze rozpustit jen velmi malé množství, takže voda bohatá na vodík má v zásadě stejné vlastnosti jako voda.

## Složení
Vodíková voda se vyrábí rozpuštěním plynného molekulárního vodíku ve vodě pod tlakem, obvykle 7,0 mg na litr vody. Alternativními způsoby podávání vodíku jsou inhalace plynu obsahujícího až 4,6 % vodíku, intravenózní injekce s fyziologickým roztokem obsahujícím vodík nebo lokální aplikace (na kůži).

## Výzkum účinků na zdraví
Ohledně důkazů, že vodík má u lidí příznivé účinky na zdraví, nepanuje vědecká shoda. Ačkoli nebyly publikovány žádné systematické přehledy ani metaanalýzy, bylo provedeno omezené množství studií o použití vodíku k léčbě různých onemocnění u lidí. Zastánci vodíkové vody tvrdí, že funguje jako antioxidant, snižuje zánětlivost, snižuje riziko metabolického syndromu, poskytuje neuroprotekci při různých onemocněních a snižuje vedlejší účinky spojené s léčbou rakoviny ozařováním.
Odborníci se domnívají, že pití vodíkové vody nepředstavuje žádné riziko. Nejsou si však jisti, zda jsou její výhody větší než výhody normální vody nebo hydratace obecně.

Současný výzkum zdravotních přínosů vodíkové vody je omezený a je zapotřebí dalšího výzkumu, který by tyto poznatky potvrdil.